# Flügger

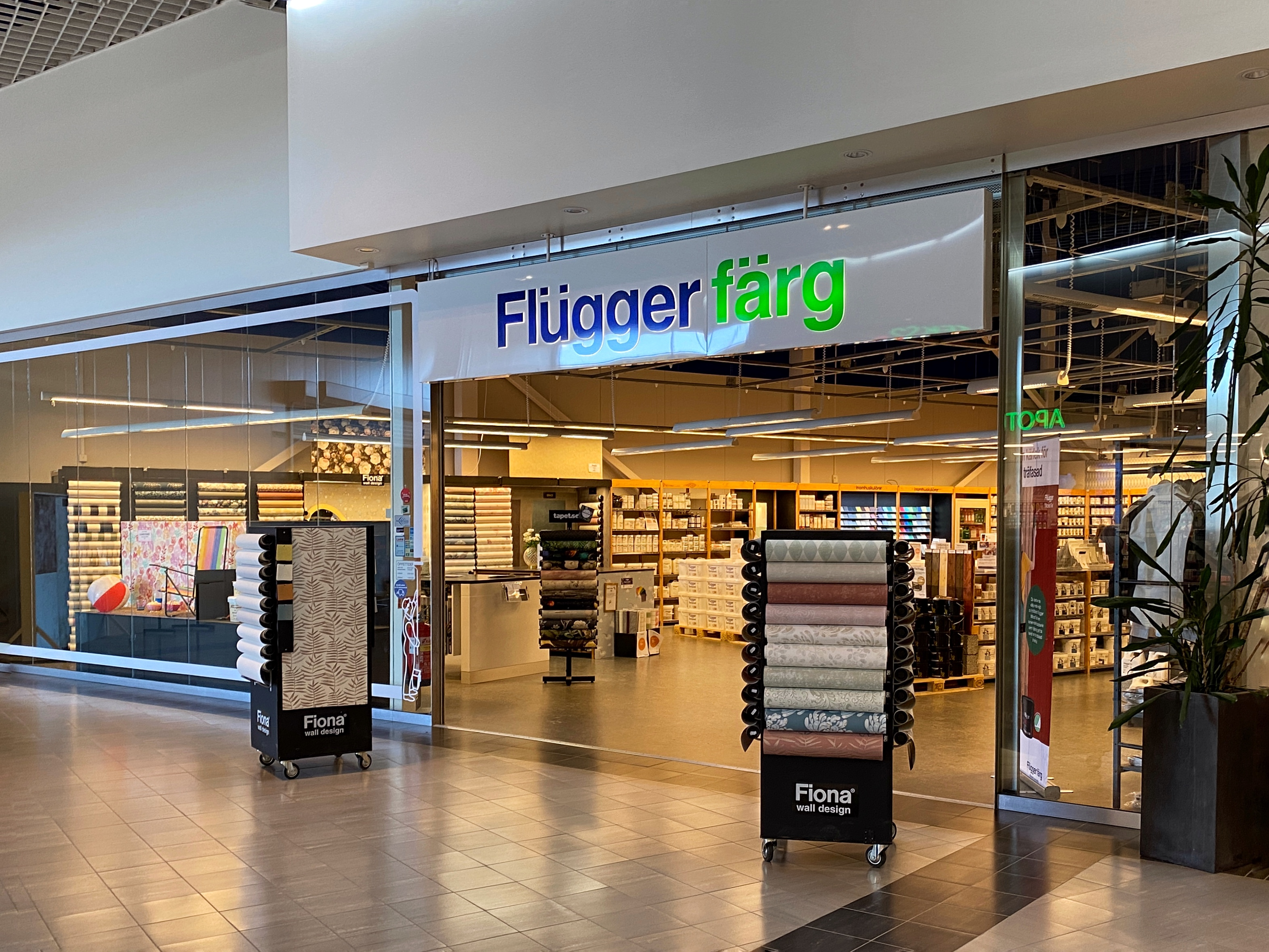
Flüggers butik i Nyköping.

Flügger är en dansk koncern som bland annat tillverkar målarfärg, tapeter och måleriverktyg. Det danska bolaget grundades 1890. Koncernen har omkring 1 000 anställda.
Flügger grundades av Daniel Hambürg Hamburg 1783 och fick sedan namnet J. D. Flügger, Farben & Lackfabrik. Det drevs av familjen Flügger fram till 1973. 1890 grundades en filial i Danmark som är grunden för dagens Flügger. Efter andra världskriget beslagtog danska staten tysk egendom i Danmark. Staten sålde senare vidare verksamheten till dess danska chef Michael Schnack. 1958 flyttade verksamheten till Rødovre och 1970 byggdes en ny fabrik i Kolding. Butikskedjan bildades 1975 då Flügger började vända sig till privatpersoner.
1994 köptes HP Färg & Kemi AB i Bollebygd som idag är Flügger AB.